# Kendrick Perry
Kendrick Perry, né le 23 décembre 1992, à Ocoee, en Floride, est un joueur américano-monténégrin de basket-ball. Il évolue aux postes de meneur et d'arrière.

## Biographie
En juillet 2021, Perry rejoint le Panathinaïkós Athènes avec lequel il signe un contrat pour une saison avec une saison supplémentaire en option. Son passage au Panathinaïkós est en demi-teinte et il rejoint jusqu'à la fin de la saison le club monténégrin du KK Budućnost Podgorica en janvier 2022.

## Palmarès
- Vainqueur de la Supercoupe d'Espagne 2024
- Vainqueur de la Coupe intercontinentale 2024
- Champion de Hongrie 2018
- Vainqueur de la Coupe de Hongrie 2018
- Vainqueur de la Coupe de Macédoine 2017
- First-team All-Horizon League 2012, 2013, 2014
- Horizon League All-Defensive Team 2013, 2014